# María del Carmen Navarro Lacoba
María del Carmen Navarro Lacoba (Albacete, 13 de junio de 1978) es una abogada y política española, Vicesecretaria Nacional de Estudios del Partido Popular desde marzo de 2023 y secretaria cuarta del Congreso de los Diputados desde febrero de 2023. Es diputada por Albacete desde enero de 2016 en las XI, XII, XIII y XIV legislaturas.

## Biografía
Licenciada en Derecho, cuenta también con un Máster en Gestión de Administraciones Públicas. Es letrada de la Comunidad de Madrid. Es presidenta de la Comisión Provincial del Partido Popular de Albacete de Sanidad y Asuntos Sociales y coordinadora de la Ruta Social del Partido Popular de Albacete.   
En 2015 fue elegida diputada por Albacete al Congreso. En febrero de 2023 fue elegida secretaria cuarta del Congreso de los Diputados tras la dimisión de Adolfo Suárez Illana del cargo. Durante la XIV legislatura ha sido secretaria de la Diputación Permanente, portavoz de la Comisión de Transición Ecológica y Reto Demográfico, portavoz adjunta de la Comisión de Política Territorial y Función Pública y vocal de la Comisión Constitucional, de la Comisión de Derechos Sociales y Políticas Integrales de la Discapacidad y de la Comisión de Igualdad. 
Es portavoz del PP de Castilla-La Mancha,  secretaria ejecutiva de Albacete, vicesecretaria regional de Política Social del  Partido Popular de Castilla-La Mancha y ha sido secretaria de Sostenibilidad y Despoblación del Comité Ejecutivo Nacional del PP.  
El 3 de abril de 2022 se convirtió en la Vicesecretaria de Políticas Sociales del Partido Popular Nacional, hasta que en 2023 el presidente del Partido Popular Alberto Núñez Feijóo la encarga la responsabilidad de liderar la Vicesecretaría de Estudios a nivel nacional.  